# ボンバーマン (アーケードゲーム)
『ボンバーマン』（BOMBER MAN）は1991年にアイレムから発売されたアーケードゲーム。ジャンルはアクションゲーム。ボンバーマンシリーズ初のアーケード作品である。ハドソンからライセンスを得ている。

## ノーマルゲーム
全6ラウンド、計36ステージ構成。ゲームシステムはそれまでのシリーズ作品に準じているが、扉はなく敵をすべて倒した時点でステージクリアとなる。各ラウンドの最後にはボスが待ち構えている。国内版は2人同時プレイも可能で、途中参加もできる。日本国外版は4人同時プレイもできた。

## バトルゲーム
プレイヤーとコンピュータで対戦。相手のボンバーマンを爆風で当てて倒し、自分のボンバーマンが生き残っていれば勝ち。日本国外版には収録されていない。

## アイテム

### パワーアップアイテム
パワーアップしても次のステージへ持ち越す事はできない。
ボムアップ
設置できる爆弾の数が1つ増える。
ファイアーアップ
爆風の範囲が1段階伸びる。
スピードアップ
ボンバーマンの移動スピードがアップ。
リモコン
（ノーマルのみ）設置した爆弾をAボタンでいつでも爆破できる。
1UP
（ノーマルのみ）ボンバーマンの残機が増える。最大9まで。
無敵
（ノーマルのみ）16秒間無敵になれる。

### 得点アイテム
マッチ
缶ジュース
ライター
乾電池
トンボ
ハチ

## 日本国外版
日本版の相違点は以下の通り。
- 国内版にあったバトルゲームの削除、国内版には不可能だった4人同時プレイも可能。
- 敵の配置の変更、追加がなされている。
- ステージ構成の仕様が国内版と異なる。